# Basse-sur-le-Rupt
Basse-sur-le-Rupt é uma comuna francesa na região administrativa do Grande Leste, no departamento de Vosges. Estende-se por uma área de 13.73 km², e possui 867 habitantes, segundo o censo de 2018, com uma densidade de 63 hab/km².